# Teo Kok Siang
Teo Kok Siang (* 26. August 1990 in Johor) ist ein malaysischer Badmintonspieler.

## Karriere
Teo Kok Siang gewann 2008 die Junioren-Badmintonasienmeisterschaft im Herrendoppel mit Mak Hee Chun und im gleichen Jahr auch die Juniorenweltmeisterschaft. Beim Copenhagen Masters 2008 wurden beide Dritte. 2010 wurde er mit neuem Partner Goh V Shem Fünfter beim China Masters.

## Sportliche Erfolge
| Saison | Veranstaltung               | Disziplin    | Platz | Name                         |
| ------ | --------------------------- | ------------ | ----- | ---------------------------- |
| 2008   | Junioren-Asienmeisterschaft | Herrendoppel | 1     | Mak Hee Chun / Teo Kok Siang |
| 2008   | Junioren-Weltmeisterschaft  | Herrendoppel | 1     | Mak Hee Chun / Teo Kok Siang |
| 2008   | Copenhagen Masters          | Herrendoppel | 3     | Mak Hee Chun / Teo Kok Siang |
| 2010   | China Masters               | Herrendoppel | 5     | Goh Wei Shem / Teo Kok Siang |